# Hanka Kupfernagel

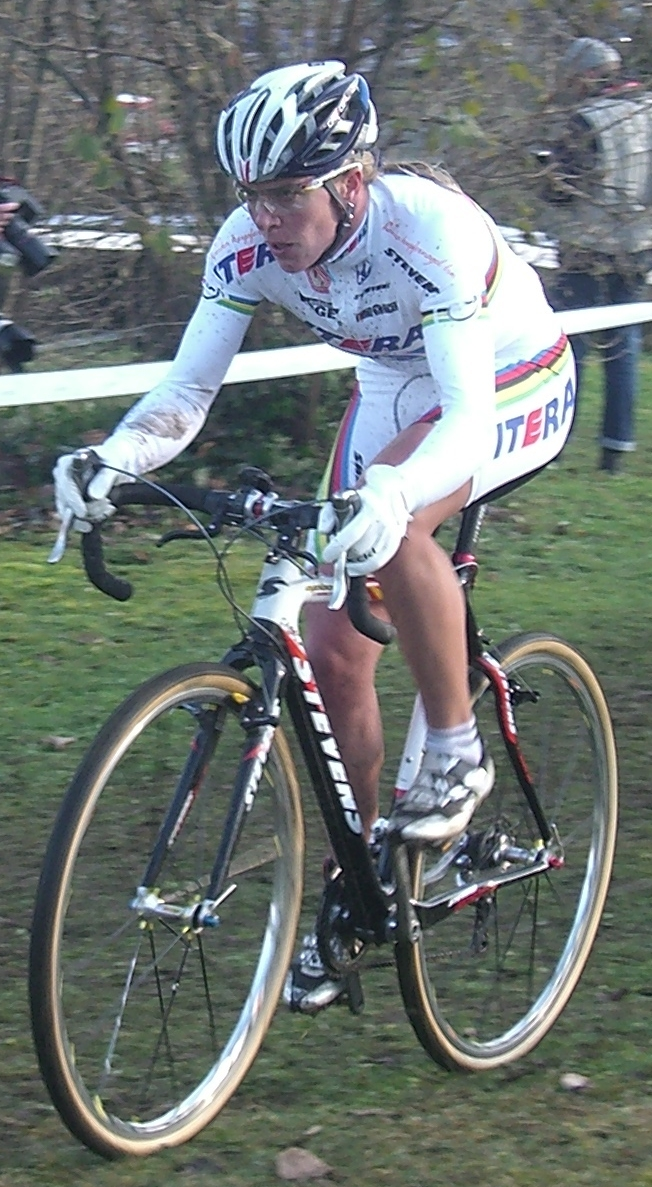
Cyclo-cross de Francfort en 2008

Hanka Kupfernagel, née le 29 mars 1974 à Gera, en Allemagne de l'Est, est une coureuse cycliste allemande. Polyvalente, elle court sur route, sur piste, en VTT et en cyclo-cross. Sur route, elle est numéro mondiale de 1997 à 1999, médaillée d'argent aux Jeux olympiques de Sidney sur route, ainsi que championne du monde du contre-la-montre en 2007. En cyclo-cross, elle est quadruple championne du monde de la discipline et a été médaillée huit fois consécutivement lors des championnats du monde. Au total, durant sa carrière qui s'étire sur plus de vingt ans, elle remporte dix-huit médailles lors de championnats du monde, une médaille d'argent olympique et trente-cinq titres de championne d'Allemagne. Son frère Stefan Kupfernagel est également professionnel sur route dans les années 2000.

## Biographie
Hanka Kupfernagel grandit à Neustadt an der Orla et commence le cyclisme à l'âge de onze ans. Elle est repérée par l'entraîneur Ulrich Kramer et obtient le droit d'intègrer l'école du sport étatique SG Wismut Gera deux ans plus tard.
En 1991 et 1992, elle obtient des titres de championne du monde juniors sur piste. Elle se concentre ensuite sur la route.
En 1999, Hanka Kupfernagel prend le départ du Grand Prix Suisse féminin avec dix-huit points d'avance sur Anna Wilson au classement de la Coupe du monde. Hanka Kupfernagel est victime d'une crevaison peu avant l'amorce du dernier tour. Vera Hohlfeld ouvre le sprint. Anna Wilson remporte la course, devançant Hanka Kupfernagel d'une vingtaine de centimètres. Cela lui permet de gagner la Coupe du monde. Un peu plus tard, elle termine cinquième des championnats du monde du contre-la-montre.
Elle fait alors partie de l'équipe Greenery Hawk Team où ne courent que des coureuses étrangères. Lors d'une entrevue, Torsten Wittig, mari de Hanka Kupfernagel, montre son dédain pour les autres athlètes allemande comme Judith Arndt ou Petra Rossner. Hanka Kupfernagel veut aller aux championnats du monde mais avoir un rôle d'électron libre. Wittig affirme également que sa femme a été contrôlée pas moins de 33 fois au cours de l'année 1999. Enfin, il critique le fait que les médias ne s'intéressent qu'à Jan Ullrich malgré le palmarès d'Hanka.
Spécialiste du cyclo-cross, elle préfère les circuits boueux avec beaucoup de sections avec le vélo porté plutôt que les circuits roulants.
En 2004, elle retourne sur piste et participe aux manches de Coupe du monde de Manchester et Moscou. Elle y obtient trois troisième places, mais ne parvient pas à se qualifier pour les Jeux olympiques. À la Flèche wallonne, Sonia Huguet attaque à six kilomètres de l'arrivée. Elle est suivie par Hanka Kupfernagel. Elles abordent le mur de Huy en tête. Derrière Margaret Hemsley a effectué un gros travail pour sa leader Judith Arndt en menant le peloton, mais l'écart est trop important. Hanka Kupfernagel maintient un rythme élevé dans le début de l'ascension mais Sonia Huguet la double dans la partie la plus pentue. L'Allemande finit deuxième.
L'année suivante, elle est victime d'un Burn-out et doit mettre en pause sa carrière durant plusieurs mois.
Le 30 juillet 2016, elle prend officiellement sa retraite des courses sur route lors de l'événement Après Tour Gera.
En 2018, elle devient la première femme à être désignée régulateur par l'organisateur Amaury Sport Organisation pour le Tour d'Allemagne, qui fait son retour après dix ans d'absence. Parallèlement, avec le Français Franck Perque, ils assurent le bon déroulement de la course à moto. En janvier 2019, elle fait son retour à 44 ans après trois années d'interruption aux championnats d'Allemagne de cyclo-cross.

## Vie privée
En 2000, Hanka Kupfernagel se sépare de son mari Torsten Wittig, qui était également son entraîneur et manageur. Elle vit ensuite avec Mike Kluge jusqu’à automne 2009. Lui aussi devenant son entraîneur et manageur,.

## Palmarès en cyclo-cross
- 1999-2000
  -  Championne du monde de cyclo-cross
  -  Championne d'Allemagne de cyclo-cross
- 2000-2001
  -  Championne du monde de cyclo-cross
  -  Championne d'Allemagne de cyclo-cross
- 2001-2002
  -  Championne d'Allemagne de cyclo-cross
  -  Médaillée d'argent du championnat du monde
- 2002-2003
  -  Médaillée d'argent du championnat du monde
  - 2e du championnat d'Allemagne de cyclo-cross
- 2003-2004
  -  Championne d'Europe de cyclo-cross
  -  Championne d'Allemagne de cyclo-cross
  -  Médaillée de bronze du championnat du monde
- 2004-2005
  -  Championne du monde de cyclo-cross
  -  Championne d'Europe de cyclo-cross
  -  Championne d'Allemagne de cyclo-cross
- 2005-2006
  -  Championne d'Allemagne de cyclo-cross
  -  Médaillée d'argent du championnat du monde
  -  Médaillée de bronze du championnat d'Europe de cyclo-cross
- 2006-2007
  -  Championne d'Allemagne de cyclo-cross
  - 2e du championnat d'Europe de cyclo-cross
- 2007-2008
  -  Championne du monde de cyclo-cross
  -  Championne d'Allemagne de cyclo-cross
- 2008-2009
  -  Championne d'Europe de cyclo-cross
  -  Championne d'Allemagne de cyclo-cross
  - 34 Int Rad-Cross, Francfort-sur-le-Main
  - Scheldecross, Antwerpen
  -  Médaillée d'argent du championnat du monde
- 2009
  - Coupe du monde de cyclo-cross
  -  Championne d'Allemagne de cyclo-cross
  - Karl-Wagner-Preis International, Strullendorf
- 2009-2010
  -  Championne d'Allemagne de cyclo-cross
  - Cyclocross Nommay - Nommay
  - Grand Prix Wetzikon, Wetzikon
  -  Médaillée d'argent du championnat du monde
- 2010-2011
  -  Championne d'Allemagne de cyclo-cross
  - Cyclocross Nommay - Nommay
  - Grand Prix Wetzikon, Wetzikon
  - Scheldecross, Anvers
  - Cyclocross Tervuren, Tervuren
  - 4e du championnat du monde
  - 5e de la Coupe du monde
- 2011-2012
  -  Championne d'Allemagne de cyclo-cross
  - Süpercross Baden, Baden
  - Internationales Radquer Frenkendorf, Frenkendorf
- 2012-2013
  - Entega City Cross Cup, Lorsch
  - 38. Frankfurter Rad-Cross, Francfort-sur-le-Main
- 2013-2014
  -  Championne d'Allemagne de cyclo-cross
  - Int. Radquerfeldein GP Lambach/Stadl-Paura, Stadl-Paura
  - GGEW City Cross Cup, Lorsch
- 2015-2016
  - 54. Internationales Radquer Steinmaur, Steinmaur
- 2018-2019
  - 2e des Championnats d'Allemagne de cyclo-cross

## Palmarès sur route

### Par années
- 1992
  -  Championne du monde sur route juniors
  - Tour de Bretagne
- 1994
  - Rund um den Henninger Turm
- 1995
  -  Championne d'Allemagne du contre-la-montre
  -  Championne d'Allemagne sur route
  - Gracia Orlova
- 1996
  -  Championne d'Allemagne du contre-la-montre
  - Championne d'Europe espoirs
  - Gracia Orlova
  - Tour de Feminin - Krásná Lípa
- 1997
  -  Championne d'Allemagne sur route
  - Gracia Orlova
  - Emakumeen Bira
  - Tour de Feminin - Krásná Lípa
  - Tour de Bretagne
  - Trophée International de Metz
- 1998
  -  Championne d'Allemagne sur route
  - Emakumeen Bira
  - Eurosport Tour
  - Tour de Bretagne
  - 3e du championnat du monde sur route
  - 3e du championnat du monde du contre-la-montre
- 1999
  -  Championne d'Allemagne sur route
  - Flèche wallonne
  - 3e étape et classement final du Ster Zeeuwsche Eilanden
  - Emakumeen Bira
  - Gracia Orlova
  - Tour de Feminin - Krásná Lípa
  - 2e de la Coupe du monde
  - 2e du Grand Prix de Suisse
- 2000
  -  Médaille d'argent de la course en ligne des Jeux olympiques
  -  Championne d'Allemagne sur route
  -  Championne d'Allemagne du contre-la-montre
  - Classement final du Ster Zeeuwsche Eilanden
  - 5e étape du Holland Ladies Tour (contre-la-montre)
  - Tour de l'Aude
  - Gracia Orlova
  - Tour de Feminin - Krásná Lípa
  - Grand Prix des Nations
- 2001
  - 3e du championnat d'Allemagne du contre-la-montre
  - 2e du championnat d'Allemagne sur route
- 2002
  -  Championne d'Allemagne du contre-la-montre
- 2003
  - Chrono champenois
- 2007
  -  Championne du monde du contre-la-montre
  -  Championne d'Allemagne du contre-la-montre
  - Sparkassen Giro Bochum
  - Prologue de l'Albstadt-Frauen-Etappenrennen (contre-la-montre)
  - 4e étape de l'Emakumeen Bira (contre-la-montre)
  - 3e étape (contre-la-montre) et classement final du Tour de Feminin - Krásná Lípa
- 2009
  - 5e étape du Tour du Grand Montréal
- 2010
  - Albstadt-Frauen-Etappenrennen
  - 4e étape du Tour de Thuring (contre-la-montre)
  - 3e du championnat d'Allemagne du contre-la-montre
- 2011
  - Albstadt-Frauen-Etappenrennen
  - 3e étape du Tour de Feminin - O cenu Ceskeho Svycarska (contre-la-montre)
  - 3e du championnat d'Allemagne sur route
- 2012
  - Albstadt-Frauen-Etappenrennen
  - Prologue du Tour de Thuringe
  - 2e de l'Open de Suède Vårgårda (Cdm) 
  - 2e du Tour de Free State
  - 3e du Celtic Chrono
- 2013
  - Albstadt-Frauen-Etappenrennen
- 2015
  - Albstadt-Frauen-Etappenrennen

### Classements UCI
| Année          | 1997 | 1998 | 1999 | 2000 | 2001 | 2002 | 2003 | 2004 | 2005 | 2006 | 2007 | 2008 | 2009 | 2010 | 2011 | 2012 | 2013 | 2014 |
| Classement UCI | 1re  | 2e   | 1re  | 2e   | 40e  | 14e  | 64e  | 50e  | -    | 74e  | 14e  | 113e | 105e | 86e  | 70e  | 28e  | 256e | -    |

## Palmarès en VTT
- 1995
  -  Championne d'Allemagne de cross-country
- 2006
  - 3e du championnat d'Allemagne de cross-country
- 2007
  -  Championne d'Allemagne de cross-country

## Palmarès sur piste
- 1991
  -  Championne du monde de course aux points juniors
  - Médaillée d'argent au championnat du monde de poursuite juniors
- 1992
  -  Championne du monde de poursuite juniors
  - Médaillée d'argent au championnat du monde de course aux points juniors
- 1993
  -  Championne d'Allemagne de poursuite
- 1994
  -  Championne d'Allemagne de poursuite
- 1995
  -  Championne d'Allemagne de poursuite

## Distinctions
- Cycliste allemande de l'année : 1995, 1996, 1998, 1999, 2000 et 2007